# Битва за Иерусалим (1917)

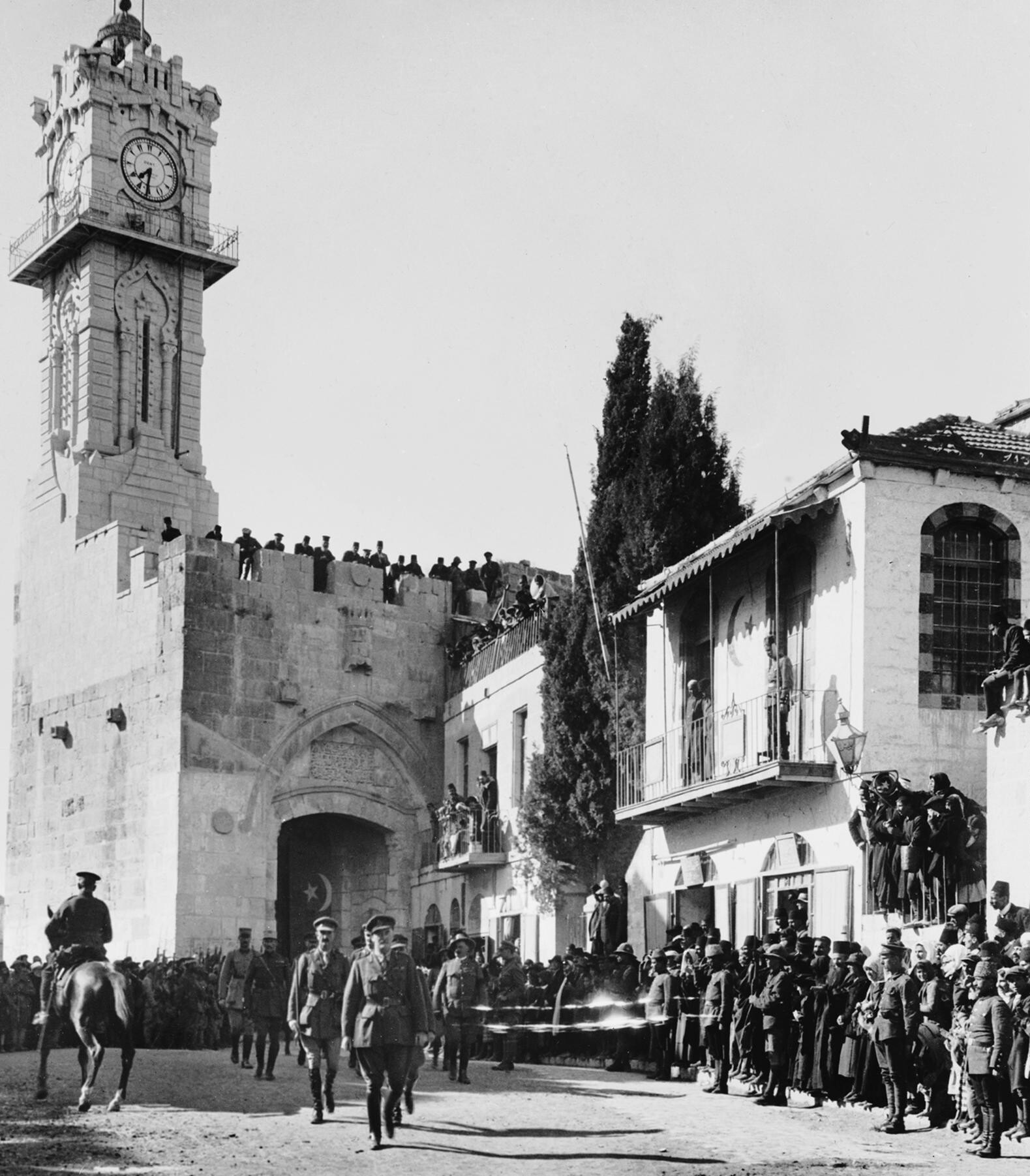
Генерал Э. Алленби вступает в Иерусалим

Битва за Иерусалим — сражение в ходе Синайско-Палестинской кампании Первой мировой войны между объединёнными силами Германской и Османской империй с одной стороны, и соединённых сил Британской империи с другой. Результатом битвы стала победа британских войск. Эдмунд Алленби, командир британских войск, стал первым христианином, овладевшим Иерусалимом за несколько столетий.

## Подготовка к битве
Участвовать в битве за Иерусалим было поручено Египетскому экспедиционному корпусу, который незадолго до того одержал победу над турками в Третьей битве за Газу и возглавить который было поручено Эдмунду Алленби. Уже в середине ноября англичанам удалось нанести туркам ряд поражений, в том числе, в сражении за хребет Эль-Мугар. Алленби стал стремительно продвигаться к Иерусалиму, левый фланг его войск занял Яффо, но генерал Фалькенхайн быстро организовал войска для противодействия англичанам. Битва должна была состояться около города или в нём самом.

## Взятие Иерусалима
Фалькенхайн предпринял серию атак по позициям британцев, турки создали ряд укреплений вокруг Иерусалима, включая холм Дейр-Ясина. Алленби перегруппировал свои войска и отправил для взятия города 20-й корпус генерала Филипа Четвуда. Атаки Четвуда 8 декабря отбили у турок западный Иерусалим и южные подступы к Вифлеему. 9 декабря, после неудачной турецкой контратаки, город полностью перешёл под контроль англичан.

## Вступление в город Алленби
Командир британских войск Эдмунд Алленби был отличным наездником и поначалу планировал въехать во взятый Иерусалим, по древней традиции, верхом на лошади. Однако, из уважения к городу как к религиозной столице, он вошёл в него пешком 11 декабря 1917 года.
Алленби установил в городе военное положение и разместил в городе гарнизоны для охраны святых мест мусульман, иудеев и христиан.